# Гріндавік
Грі́ндавік (ісл. Grindavík) — місто в Ісландії, найбільша міська громада на півдні півострова Рейк'янес, що має 2 697 жителів. В середні віки німецькі та англійські гендлярі плавали до Гріндавіка. 1627 року турецькі пірати напали на місто і забрали багато місцевих людей в ясир.
Рибальство завжди було основою економіки міста, попри те, що це важка та небезпечна робота. Меморіал скульптора Раґнара К'яртанссона присвячено загиблим в океані морякам з Гріндавіка. Соульарв'є Парк на межі міста — парк кам'яних валів, витвір мистецтва (з погляду на охорону навколишнього середовища) за зразком древньої архітектури.
У Гріндавіку діє Ісландський музей соленої риби, 6 ресторанів/барів, бібліотека, сучасна лютеранська церква.

## Вулкан

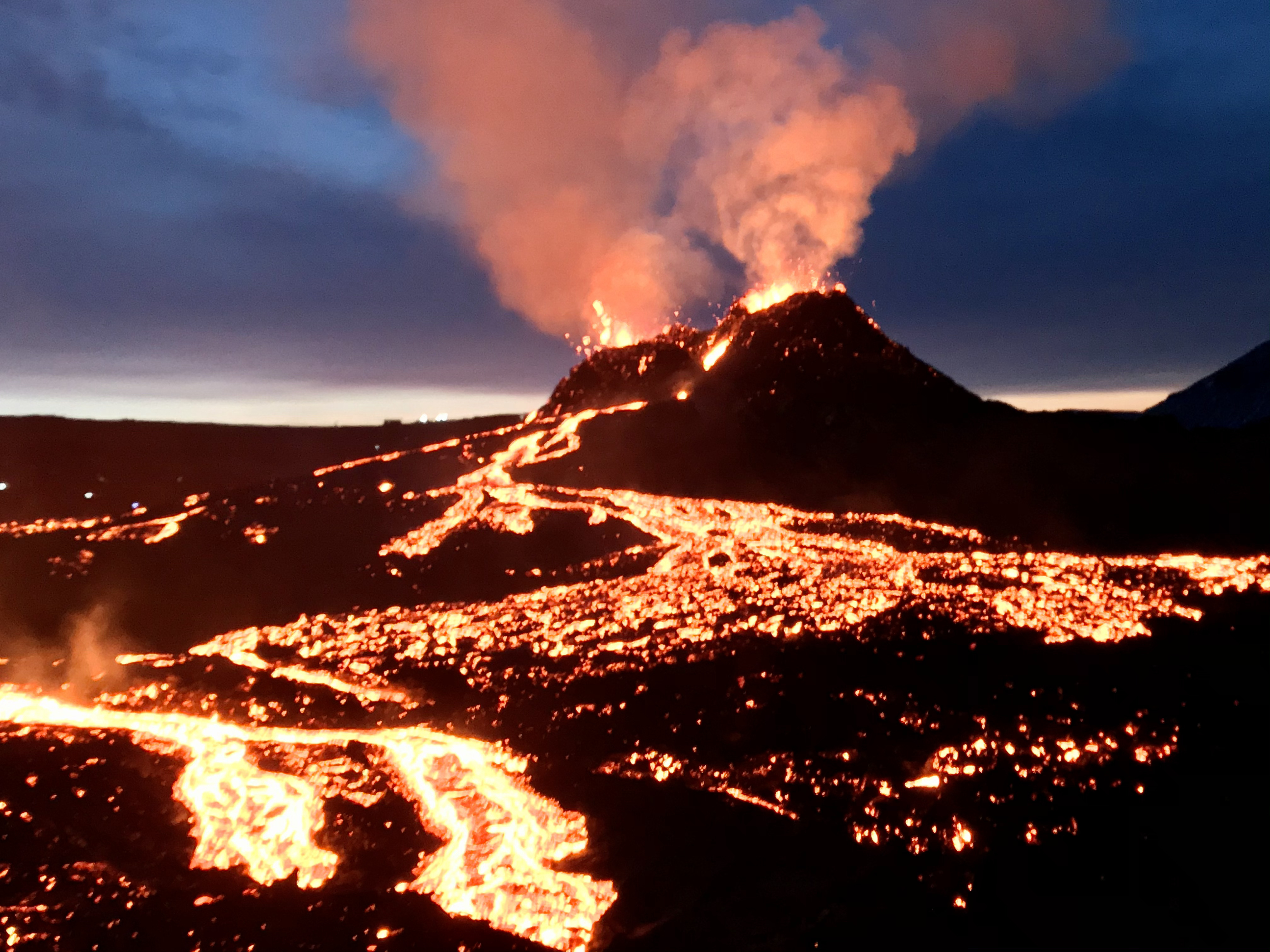
Виверження вулкану Geldingadalsgos, березень 2021

19 березня 2021 року на відстані 10 кілометрів на північний схід від міста почалося виверження вулкану поблизу гори Фаґрадальсф'ядль.  
Навпроти Гріндавіка також розташована згасла гора-вулкан Торб'яртнафятль (дослівно гора Тора-ведмедя), на яку досить легко піднятися.  
У листопаді 2023 року поблизу міста пройшла серія землетрусів, через що населення Гріндавіку було тимчасово відселено через очікування можливого виверження вулкану.  
19 грудня 2023 року почалося виверження вулкану, на цей час із міста та околиць було відселено 4 тис. жителів.
14 січня 2024 року під час виверження вулкану Фаградальсф'ядль місто значно постраждало.

## Міста-побратими
- Іляву, Португалія (2005)[3]
- Пеністон, Велика Британія[4]